# Arthur Troop
Arthur Troop (ur. 15 grudnia 1914 w Lincoln, zm. 30 listopada 2000) – brytyjski policjant, założyciel International Police Association – Międzynarodowego Stowarzyszenia Policji (IPA).

## Życiorys
Urodzony w  Lincoln, Troop pracował początkowo jako mechanik, a następnie studiował ekonomię i nauki społeczne na Ruskin College w Oksfordzie. W wolnym czasie studiował też historię Rosji. W 1934 zdobył stypendium na studia w Moskwie i Leningradzie. Po studiach uczęszczał do Wyższej Szkoły Rolniczej w Avon Croft, Evesham, Worcestershire.
19 czerwca 1936 wstąpił do policji hrabstwa Lincolnshire. Służył w różnych wydziałach, ale wyspecjalizował się w ruchu drogowym. Dosłużył się stopnia sierżanta. 
Po II Wojnie Światowej założył International Police Association – Międzynarodowe Stowarzyszenie Policji – jako ogólnoświatowy klub koleżeński policjantów. Wierzył w pozytywne wartości przyjaźni, toteż mottem stowarzyszenia jest "Służyć poprzez przyjaźń", wyrażone po esperancku: "Servo per Amikeco". 